# Pustynia Starczynowska
Pustynia Starczynowska, Dziadowskie Morze, Dziadowskie Piachy – niemal całkowicie zarośnięty obszar lotnych piasków (w latach 30. XX wieku piasek zajmował powierzchnię około 5 km²), leżący w województwie małopolskim, powiecie olkuskim na południowy wschód od miejscowości Bukowno. Pustynia położona jest na terenie gminy Bukowno i gminy Olkusz. Szacuje się, że piasek może zalegać w tym miejscu do 20 m głębokości.

## Historia
W XIII wieku do kopalni srebra oraz ołowiu Olkusza potrzebne były spore ilości drewna wykorzystywanego do wzmacniania konstrukcji szybów kopalnianych. Intensywna wycinka drzew oraz pobór wód gruntowych na terenach, gdzie podłoże stanowią żwiry i piaski, doprowadziły do powstania (jak w przypadku Pustyni Błędowskiej) pustyni o pochodzeniu antropogenicznym.
Na początku XX wieku planowano rozpocząć eksploatację piasków położonych na obszarze Pustyni Starczynowskiej. W 1922 roku Zarząd Okręgowy Lasów Państwowych w Radomiu oraz Kolej Piaskowa Towarzystwa Hrabia Renard wraz z Towarzystwem Górniczo-Przemysłowym Będzin-Olkusz zawarły umowę na wydobycie surowca, jednak plany te pokrzyżował wybuch II wojny światowej. Od 1949 roku obszary pustyni zaczęto obsadzać m.in. wierzbą kaspijską i sosną. Celem tej praktyki była ochrona Olkusza przed nawiewaniem lotnych piasków.